# Olimpijska medalja
Olimpijska medalja je medalja, ki jo dobi športnik za uvrstitev na eno od prvih treh mest na Olimpijskih igrah: zlate za zmagovalce v posameznih disciplinah, srebrne za drugouvrščene in bronaste za tretjeuvrščene. V primeru izenačenja na katerem od prvih treh mest prejmejo medalje vsi izenačeni športniki.